# Blake Geoffrion
Blake Daniel Geoffrion (* 3. Februar 1988 in Plantation, Florida) ist ein ehemaliger US-amerikanischer Eishockeyspieler und derzeitiger -funktionär, der während seiner aktiven Karriere zwischen 2004 und 2013 unter anderem 67 Spiele für die Nashville Predators und Montréal Canadiens in der National Hockey League auf der Position des Centers bestritten hat. Seit Juli 2016 ist er Assistenz-General-Manager der Cleveland Monsters aus der American Hockey League.
Geoffrion stammt aus einer traditionsreichen Eishockeyfamilie – sein Urgroßvater mütterlicherseits Howie Morenz sowie sein Großvater väterlicherseits Bernie Geoffrion sind Mitglied in der Hockey Hall of Fame und sein Vater Dan Geoffrion spielte ebenfalls in der NHL.

## Karriere
Blake Geoffrion wurde in der Stadt Plantation im US-Bundesstaat Florida geboren und wuchs in Brentwood, Tennessee auf. Seine ersten Erfahrungen im organisierten Eishockey hatte Geoffrion mit dem Team der Culver Militärakademie im US-Bundesstaat Indiana, mit dem er 2003 den regionalen Meistertitel gewann. Danach erhielt er eine Einladung in das USA Hockey National Team Development Program des US-amerikanischen Eishockeyverbandes USA Hockey. Beim NHL Entry Draft 2006 wurde Geoffrion in der zweiten Runde an insgesamt 56. Position von den Nashville Predators ausgewählt, kurz darauf ging Blake Geoffrion auf die University of Wisconsin–Madison und spielte fortan für das Eishockeyteam der Universität, die Wisconsin Badgers. Für die Badgers absolvierte der Angriffsspieler insgesamt vier Spielzeiten, in seiner letzten gewann er als erster Wisconsin-Spieler überhaupt den Hobey Baker Memorial Award, der jährlich an den besten College-Spieler vergeben wird.
Am 16. April 2010 unterschrieb der Stürmer einen Probevertrag mit den Milwaukee Admirals aus der American Hockey League (AHL), dem Farmteam der Predators, für die er drei Play-off-Spiele bestritt und dabei zwei Tore erzielen konnte. Im Juni des gleichen Jahres unterschrieb Geoffrion bei den Nashville Predators aus der National Hockey League (NHL) einen Einstiegsvertrag. Den Großteil der Saison 2010/11 verbrachte der Spieler jedoch bei den Admirals in der AHL. Blake Geoffrion absolvierte am 26. Februar 2011 sein erstes NHL-Spiel gegen die Dallas Stars; somit stand zum ersten Mal in der Geschichte der National Hockey League ein Spieler in der vierten Generation auf dem Eis. Sein erstes NHL-Tor erzielte er am 1. März 2011 gegen die Edmonton Oilers.
Geoffrion konnte sich in der Saison 2011/12 nicht dauerhaft im NHL-Kader der Nashville Predators etablieren und absolvierte wie in der Vorsaison sowohl für die Predators als auch für die Milwaukee Admirals einige Spiele. Am 17. Februar 2012 transferierten die Predators Geoffrion, Robert Slaney sowie ein Zweitrunden-Wahlrecht für den NHL Entry Draft 2012 zu den Montréal Canadiens. Nashville erhielt im Gegenzug Verteidiger Hal Gill. Sein Großvater Bernie Geoffrion und sein Urgroßvater Howie Morenz spielten ebenfalls für die Canadiens und sind Mitglied der Hockey Hall of Fame. Zudem wurden die Rückennummern beider Spieler von den Montréal Canadiens gesperrt. Auch sein Vater Dan Geoffrion war in der Saison 1979/80 für die Canadiens aktiv.
Im Sommer 2013 entschied Geoffrion, der im November 2012 einen Schädelbruch erlitten hatte, seine aktive Laufbahn zu beenden. Anschließend wurde er als Scout von den Columbus Blue Jackets engagiert, für die er bis zum Sommer 2016 in dieser Funktion arbeitete. Im Juli 2016 wurde er von den Cleveland Monsters aus der American Hockey League als Assistenz-General-Manager verpflichtet.

### International
Geoffrion vertrat die Vereinigten Staaten erstmals bei der U18-Junioren-Weltmeisterschaft 2006, wo er mit seinem Team nach einem Sieg im Finale gegen die finnische Nationalmannschaft die Goldmedaille gewann. Bei der U20-Junioren-Weltmeisterschaft 2007 verlor Geoffrion mit den USA das Halbfinalspiel gegen die Kanadier, im Spiel um den dritten Platz bezwangen sie die schwedische Auswahl und sicherten sich so die Bronzemedaille. Ein Jahr später platzierten er sich mit den USA auf dem vierten Rang, nachdem sie im Halbfinale erneut gegen Kanada unterlagen und sich im Spiel um den dritten Platz Russland geschlagen geben mussten.

## Erfolge und Auszeichnungen
- 2010 Hobey Baker Memorial Award
- 2010 WCHA First All-Star-Team
- 2010 NCAA West First All-Star-Team

### International
- 2006 Goldmedaille bei der U18-Junioren-Weltmeisterschaft
- 2007 Bronzemedaille bei der U20-Junioren-Weltmeisterschaft

## Karrierestatistik

### International
(Legende zur Spielerstatistik: Sp oder GP = absolvierte Spiele; T oder G = erzielte Tore; V oder A = erzielte Assists; Pkt oder Pts = erzielte Scorerpunkte; SM oder PIM = erhaltene Strafminuten; +/− = Plus/Minus-Bilanz; PP = erzielte Überzahltore; SH = erzielte Unterzahltore; GW = erzielte Siegtore; 1 Play-downs/Relegation; Kursiv: Statistik nicht vollständig)